# Анновское
Анновское (укр. Ганнівське) — село, Сергеевский сельский совет, Белопольский район, Сумская область, Украина.
Код КОАТУУ — 5920687802. Население по переписи 2001 года составляет 40 человек.

## Географическое положение
Село Анновское находится на правом берегу реки Локня, которая в этом месте пересыхает, выше по течению на расстоянии в 1,5 км расположено село Гезовка, ниже по течению на расстоянии в 1,5 км расположено село Анновка-Терновская, на противоположном берегу — село Сергеевка. Рядом проходят автомобильная дорога Т-1917 и железнодорожная ветка Белополье—Терны.